# Port lotniczy Bodrum-Milas
Port lotniczy Bodrum-Milas – międzynarodowy port lotniczy położony 30 km od Bodrum, w pobliżu wybrzeża Morza Egejskiego, w Turcji.

## Linie lotnicze i połączenia
| Linia Lotnicza          | Kierunek |
| ----------------------- | --- |
| Aerofłot                | Sezonowo: 1. Moskwa-Szeremietiewo |
| Air Albania             | Sezonowe czartery: 1. Tirana |
| Air Arabia              | Sezonowo: 1. Szardża |
| Air Astana              | Sezonowo: 1. Ałmaty 2. Astana |
| Air Serbia              | Sezonowe czartery: 1. Belgrad |
| AnadoluJet              | 1. Ankara 2. Antalya 3. Stambuł-Sabiha Gökçen Sezonowo: 1. Amman 2. Bejrut 3. / Prisztina 4. Sarajewo 5. Skopje 6. Sztokholm-Arlanda                                                                                 |
| Animawings              | Sezonowo: 1. Bukareszt |
| Azerbaijan Airlines     | Sezonowo: 1. Baku |
| AZIMUT                  | 1. Mineralne Wody |
| Azur Air                | Sezonowe czartery: 1. Moskwa-Wnukowo |
| Belavia                 | Sezonowe czartery: 1. Mińsk |
| BH Air                  | Sezonowe czartery: 1. Sofia |
| British Airways         | Sezonowo: 1. Londyn-Heathrow |
| Corendon Airlines       | Sezonowo: 1. Bruksela 2. Kolonia/Bonn 3. Düsseldorf 4. Hanower 5. Norymberga |
| Corendon Dutch Airlines | Sezonowo: 1. Amsterdam |
| Discover Airlines       | Sezonowo: 1. Frankfurt 2. Monachium |
| EasyJet                 | Sezonowo: 1. Bristol 2. Edynburg 3. Liverpool 4. Londyn-Gatwick 5. Londyn-Luton 6. Manchester (od 16 maja 2024) |
| Edelweiss Air           | Sezonowo: 1. Zurych |
| Enter Air               | Sezonowe czartery: 1. Gdańsk 2. Katowice 3. Poznań 4. Warszawa-Okęcie 5. Wrocław |
| European Air Charter    | Sezonowe czartery: 1. Płowdiw 2. Sofia 3. Warna |
| Eurowings               | Sezonowo: 1. Kolonia/Bonn 2. Hamburg |
| Fly Lili                | Sezonowe czartery: 1. Bukareszt-Băneasa |
| flyadeal                | Sezonowo: 1. Rijad |
| Flydubai                | Sezonowo: 1. Dubaj |
| Flynas                  | Sezonowo: 1. Rijad |
| FlyOne                  | Sezonowe czartery: 1. Kiszyniów |
| Freebird Airlines       | Sezonowe czartery: 1. Billund 2. Bruksela 3. Kopenhaga 4. Weeze |
| GetJet Airlines         | Sezonowe czartery: 1. Wilno |
| Gulf Air                | 1. Bahrajn |
| GullivAir               | Sezonowe czartery: 1. Sofia |
| IFly                    | Sezonowe czartery: 1. Moskwa-Wnukowo |
| Jazeera Airways         | Sezonowo: 1. Kuwejt |
| Jet2.com                | Sezonowo: 1. Belfast-International (od 6 maja 2024) 2. Birmingham 3. Bristol 4. East Midlands 5. Edynburg 6. Glasgow 7. Leeds/Bradford 8. Liverpool (od 1 maja 2024) 9. Londyn-Stansted 10. Manchester 11. Newcastle |
| Kuwait Airways          | Sezonowo: 1. Kuwejt |
| LOT                     | Sezonowe czartery: 1. Gdańsk 2. Katowice 3. Poznań 4. Warszawa-Okęcie 5. Wrocław |
| Lufthansa               | Sezonowo: 1. Monachium |
| Norwegian Air Shuttle   | Sezonowo: 1. Oslo-Gardermoen (od 4 czerwca 2024) |
| Pegasus Airlines        | 1. Adana 2. Ankara 3. Stambuł-Sabiha Gökçen Sezonowo: 1. Kolonia/Bonn 2. Hanower 3. Moskwa-Domodiedowo 4. Norymberga                                                                                                 |
| Pobeda                  | Sezonowo: 1. Moskwa-Wnukowo |
| Qatar Airways           | Sezonowo: 1. Doha |
| Red Wings               | Sezonowe czartery: 1. Kazań 2. Sankt Petersburg |
| Rossija                 | 1. Soczi |
| Royal Jordanian         | Sezonowe czartery: 1. Amman |
| Ryanair                 | 1. Dublin |
| Smartwings              | Sezonowo: 1. Praga 2. Ostrawa |
| Smartwings Poland       | Sezonowe czartery: 1. Katowice 2. Poznań 3. Warszawa-Okęcie 4. Wrocław |
| SunExpress              | Sezonowo: 1. Berlin 2. Kolonia/Bonn 3. Düsseldorf 4. Frankfurt 5. Hanower 6. Izmir 7. Monachium 8. Paryż-Charles de Gaulle 9. Stuttgart 10. Wiedeń                                                                   |
| TAROM                   | Sezonowe czartery: 1. Bukareszt-Otopeni |
| Transavia.com           | Sezonowo: 1. Paryż-Orly |
| TUI Airways             | Sezonowo: 1. Birmingham 2. Londyn-Gatwick 3. Manchester |
| TUI fly Belgium         | Sezonowo: 1. Bruksela 2. Ostenda |
| TUI fly Netherlands     | Sezonowo: 1. Amsterdam |
| Turkish Airlines        | 1. Stambuł Sezonowo: 1. Ałmaty 2. Astana 3. Berlin 4. Kazań 5. Kuwejt 6. Londyn-Gatwick 7. Moskwa-Domodiedowo 8. Moskwa-Wnukowo 9. Monachium 10. Sankt Petersburg 11. Tallinn 12. Wilno                              |
| Ural Airlines           | Sezonowo: 1. Moskwa-Domodiedowo |
| Yakutia Airlines        | Sezonowe czartery: 1. Moskwa-Wnukowo |